# Виктор Иванов
Виктор Бориславов Иванов е български футболист, който играе за Спартак Плевен като полузащитник. Роден е на 2 март 1997 г. Висок e 180 см. Юноша е на Спартак Плевен. Има брат близнак – Кристиян Иванов, който също играе за Спартак Плевен.

## Кариера

### Спартак (Плевен)
Започва да тренира в школата на Спартак (Плевен) и е взет в първия отбор. През сезон 2014/2015 дебютира за плевенския тим едва на 17 години. През този сезон със Спартак става безапелационен лидер в Северозападната В група и влиза в професионалния футбол.

## Успехи
Спартак Плевен
- 1 място Северозападна В група – 2015

## Статистика по сезони
| Сезон   | Отбор        | Първенство | Мачове | Голове |
| ------- | ------------ | ---------- | ------ | ------ |
| 2014/15 | Спартак (Пл) | В група    | 3      | 1      |
| 2015/16 | Спартак (Пл) | Б група    | 2      | 0      |